# Intel Itanium 2
Der Intel Itanium 2 ist ein 64-Bit-Mikroprozessor (CPU) mit EPIC-Befehlssatz (eine VLIW-Architektur) von Intel. Der VLIW-Befehlssatz ermöglicht es, bis zu drei Maschinenbefehle zu bündeln; diese Bündel werden dann gleichzeitig in einem Arbeitszyklus ausgeführt. Er ist der verbesserte Nachfolger des Intel-Itanium-Prozessors, dessen Ursprünge auf eine gemeinsame Entwicklung von Hewlett-Packard (HP) und Intel zurückgehen. Wie der Itanium nutzt auch der Itanium 2 den eigenen nativen IA-64-VLIW-Befehlssatz. Die Befehle der älteren x86-Prozessor-Architektur können ebenfalls, aber nur in einem langsamen Firmware-Emulationsmodus, ausgeführt werden. Daneben bestehen Erweiterungen zur leichteren Migration der Hewlett-Packard PA-RISC-Prozessor-Architektur. Im Vergleich zu seinen Vorgängern wartet der Itanium 2 mit zahlreichen Funktionen aus dem Großrechnerbereich auf, hierzu gehören zum Beispiel spezielle Fähigkeiten aus den Bereichen Fehlertoleranz und Virtualisierung.

## Entwicklung

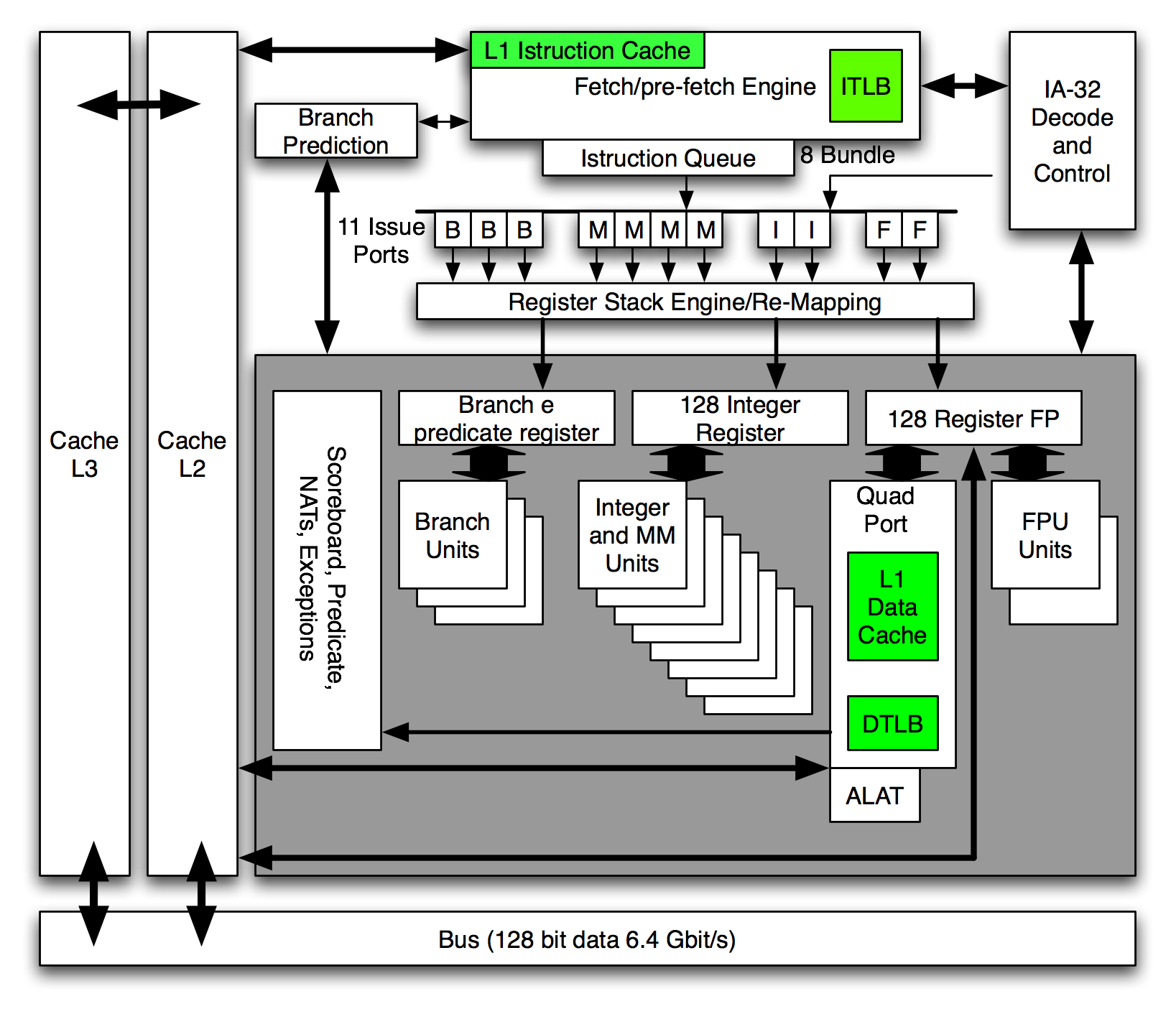
Itanium 2: Funktionsblockschaltbild

Itanium 2: Altes Logo

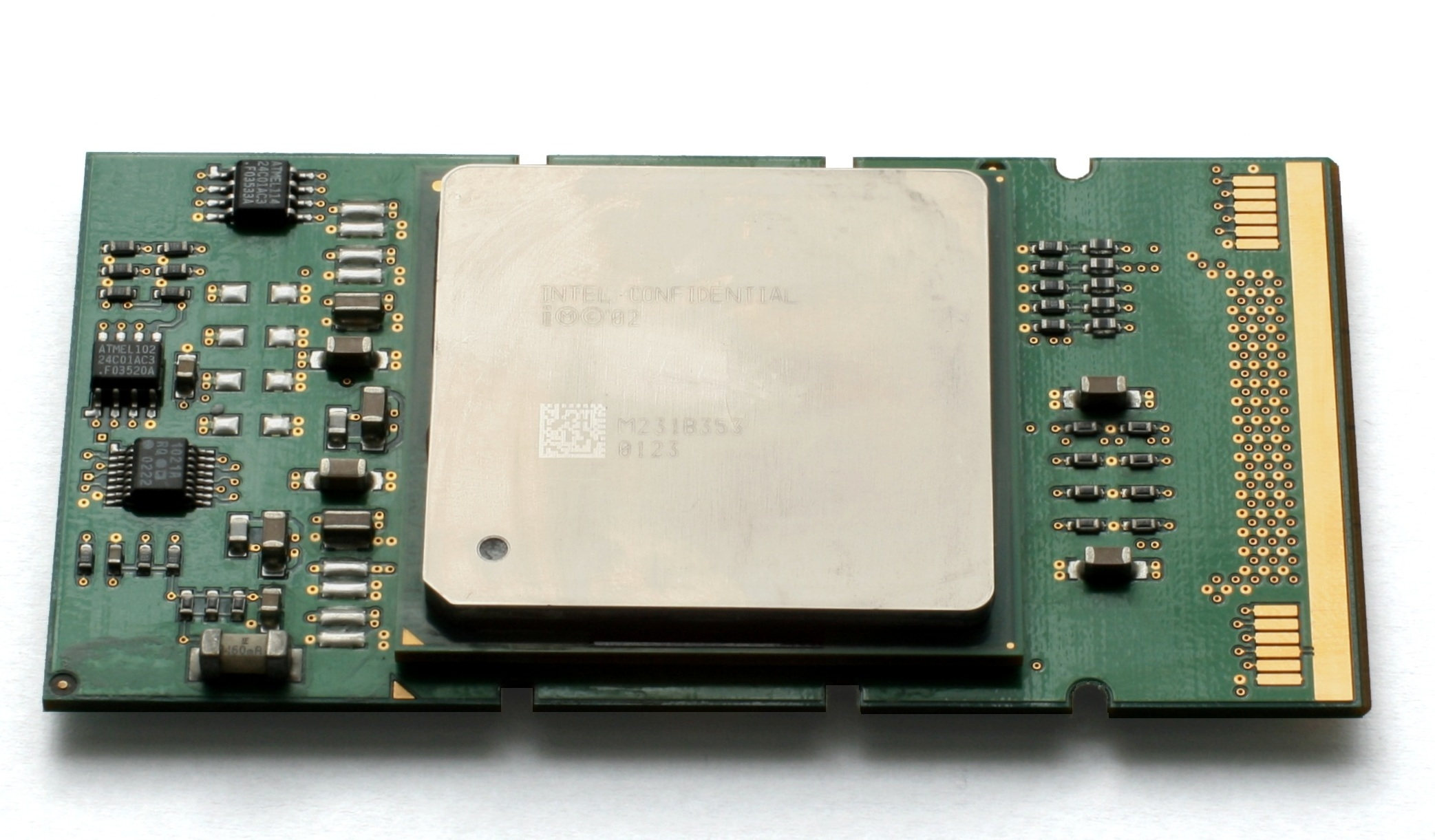
Itanium 2: Cartridge

Der im Juli 2002 auf den Markt gebrachte McKinley-Kern behebt als erster Itanium 2 einige der größten Mankos des alten Intel Itanium (Merced-Kern). So wurden die hohen Latenzzeiten der L1- und L2-Caches gesenkt und mit der Integration des L3-Cache auf dem Die auch dessen Latenz verbessert. Der verhältnismäßig langsame Front Side Bus wurde von 64 auf 128 Bit verbreitert und von 266 auf 400 MHz beschleunigt. Auch wurde die Ausführungsgeschwindigkeit der x86-Emulation erhöht. Die Architektur des Itanium 2 ist prinzipiell mit der des Itanium identisch.
Etwa ein Jahr später wurde die zweite Revision des Itanium-2-Designs veröffentlicht (Madison-Kern). Neu im Portfolio waren Prozessoren mit 1,5 GHz bei 6 MiB Cache, 1,4 GHz mit 4 MiB und 1,3 GHz mit 3 MiB. Die 1,5 GHz-Version erreichte damals die höchsten SpecFP- und SpecInt-Werte eines in Serie gefertigten Einzelprozessors.
Mit dem Deerfield-Kern wurde im dritten Quartal 2003 eine stromsparende Version mit 1 GHz und 1,5 MiB L3-Cache auf den Markt gebracht. Mit einer maximalen thermischen Verlustleistung („Thermal Design Power“, TDP) von 62 W zielt er besonders auf Cluster, bei denen geringer Stromverbrauch und gute Kühlung wichtig sind.

## Probleme
Der Itanium war seinerzeit das zweitteuerste Computerprojekt der Geschichte, gleich hinter der IBM 360. Trotz der Geldmengen, die in das Projekt investiert wurden, galt die Zukunftsfähigkeit des Produkts bereits vor seiner Einstellung als unsicher, wobei es zwei Hauptprobleme gab:
- Zum einen zeigen sich die theoretischen Vorteile des VLIW-Designs in Sachen verminderter Chip-Komplexität nicht am tatsächlichen Prozessor. Der Itanium 2 hat über 221 Millionen Transistoren, die zusammen 130 Watt an Leistung benötigen. Durch die Notwendigkeit eines größeren L3-Caches wird sich die Transistorzahl weiter erhöhen. Intel versuchte, dafür an anderer Stelle Schaltkreise zu sparen. Allerdings ist die IA-64-Architektur auch nie auf diesen Vorteil fixiert gewesen, da mit dem Ziel, für jeden Datentyp eine große Anzahl an Registern zu bieten, um Speicherbandbreite einzusparen, eine große Anzahl Transistoren ganz bewusst Teil des Konzepts ist.
- Die Entwicklung eines Compilers, der dem Itanium erlaubt, sein Potenzial auszuspielen, hat sich als schwierig erwiesen, ist aber für eine hohe Leistung unabdingbar. Obwohl in dieser Richtung ständige Verbesserungen erreicht werden, gilt die Portierung von Software auf die Itanium-Architektur mit Augenmerk auf die Geschwindigkeitsoptimierung als besonders schwierig.

Mit der Auslieferung des Itanium 2 hat sich aber die Unterstützung von Betriebssystemen im Vergleich zu vorher sehr verbessert. Portiert wurden HP-UX, Linux (bereits vor Erscheinen des Prozessors für Kernel ab 2.3.35 entwickelt, Distributionen: Debian ab Version 3.0 »Woody«; Red Hat Linux ab Version 7.2; Red Hat Enterprise Linux ab Version 3, ES+AS; SUSE Linux Enterprise Server ab Version 8), FreeBSD, Windows XP, Windows Server 2003, Windows Server 2008 und OpenVMS ab Version 8.0. An der IA-64-Portierung für NetBSD wird derzeit gearbeitet. HP plante, seine Tru64-UNIX-Kunden zum Umstieg auf Itanium-Plattformen unter HP-UX, Linux oder Windows (NT-Linie) zu bewegen.
Zu den Rivalen IBM mit der konkurrierenden Power-Architektur und Sun mit der SPARC-Architektur kam eine weitere Konkurrenz für Intels Itanium-Architektur aus dem Hause AMD hinzu: die AMD64-Architektur und in Folge auch aus dem eigenen Hause die Intel 64-Architektur (auch x86-64 oder EM64T Netburst-Architektur) der aktuellen Pentium- und Xeon-Prozessoren. Sie folgt AMDs und Intels früherer Vorgehensweise, eine einzelne Architektur nach und nach zu erweitern, erst vom 16-Bit-8086 zum 32-Bit-80386 und neueren Modellen, ohne die Abwärtskompatibilität zu opfern. AMD64 erweiterte die 32-Bit-x86-Architektur durch 64-Bit-Register und Kompatibilitätsmodi für alte 32-Bit- und 16-Bit-Software. Die Auslieferung von AMD64-Systemen begann Mitte 2003 und entwickelte sich sehr erfolgreich, Intel integrierte daher ab 2004 ebenfalls die x86-64-Erweiterungen in eigene Systeme.
Ein Misserfolg des Itanium 2 würde auch einen Rückschlag für Hersteller wie Hewlett-Packard bedeuten. HP hat seine hauseigene CPU-Architektur PA-RISC zugunsten des Itanium 2 eingestellt. HP und SGI liefern neben Itanium auch zusätzlich AMD64-Systeme aus, sowohl mit Xeon- wie auch Opteron-CPUs. Im Supercomputingbereich sind inzwischen sehr viele Systeme x86- und AMD64-basierend.

### Leistungsvergleich mit Power7 und Xeon
Nach Messungen („Benchmarks“) aus dem Jahre 2010 mit Itanium 9350 liegt die CPU im SPEC-Vergleich CINT-2006-Rate und CFP-2006-Rate sehr deutlich hinter der aktuellen Power7-Familie von IBM und ebenfalls hinter den aktuellen Xeon-CPUs von Intel (zur besseren Vergleichbarkeit wurden die Power7-Testergebnisse auf 8 Rechenkerne normiert).
| Server                        | CPU                | Clk / L3 pro CPU | CPUs/Cores     | Datum      | CINT/CFP-2006-Rate  |
| ----------------------------- | ------------------ | ---------------- | -------------- | ---------- | ------------------- |
| HP Integrity BL860c i2        | Intel Itanium 9350 | 1.73 GHz/24 MiB  | 2 / 8          | März 2010  | 134/136 (+94/+58 %) |
| IBM BladeCenter PS702 Express | IBM Power7         | 3.00 GHz/32 MiB  | 1 / 8 (estim.) | April 2010 | 260/215 (+94/+58 %) |
| Fujitsu PRIMERGY BX620 S5     | Intel Xeon E5540   | 2.53 GHz/08 MiB  | 2 / 8          | Sep. 2009  | 214/166 (+60/+22 %) |
| Gateway GW2000h-GW170h F1     | Intel Xeon E5570   | 2.93 GHz/08 MiB  | 2 / 8          | 2010       | 253/237 (+89/+74 %) |

## Weitere Entwicklung
Am 10. Februar 2010 wurde der nächste Itanium-Meilenstein mit dem Codenamen Tukwila vorgestellt, an dem viele Ingenieure des abgebrochenen Alpha-EV8-Projekts mitarbeiteten. Obwohl der neue Prozessor eine bis zu fünfmal höhere Leistung als sein Vorgänger bieten soll, werden als herausragendes neues Feature nicht die Geschwindigkeit, sondern die Eignung für missionskritische Anwendungen herausgestellt. Innerhalb eines Zeitraums von 90 Tagen wollte HP erste Tukwila-basierte Server präsentieren, für diesen Termin wurden auch erste Benchmarks mit dem neuen Prozessor erwartet. Tukwila ist als monolithischer Quad-Core-Prozessor angelegt, der dank Hyper-Threading über acht logische Kerne verfügt. Die Anbindung an das System übernimmt nun kein Front Side Bus mehr, sondern erstmals zu benachbarten CPUs, zum Arbeitsspeicher und zum Chipsatz hin eine QPI-basierte Verbindung. Allein zum Speicher hin wird ein integrierter Vierkanal-Speichercontroller für DDR3-Speicher eingesetzt, der dank „Double Device Data Correction“ auch tolerant gegenüber zwei aufeinanderfolgenden Fehlern sein soll. Jedem Prozessorkern steht ein 32-KiB L1-Cache und ein 768 KiB großer L2-Cache zur Verfügung, dazu kommt ein L3-Cache mit pro Core max. 6 MiB Größe. Tukwila wird in 65-nm-Strukturbreite gefertigt und erreicht mit 24 MiB L3-Cache eine Die-Fläche von 699 mm² bei 2,049 Milliarden Transistoren. Es gibt Versionen mit 130 bis 185 Watt TDP, im Vergleich zu den Vorgängern aber mit deutlich höheren Taktraten von bis zu 1,86 GHz. Daneben will Intel ab dem Tukwila auf eine so genannte „common platform“ setzen, die auch künftige Xeon-CPUs auf Nehalem-Basis einbezieht. So sollen in Zukunft x86- und IA-64-Prozessoren denselben Chipsatz verwenden können.
Auch wenn Intel bereits zwei weitere Tukwila-Nachfolger namens Poulson (2012 erschienen) und Kittson (2014) erwähnt hatte, gilt die Zukunft der Itanium-Serie inzwischen nicht mehr als unbegrenzt gesichert. Da sich die Modellpflege und -verbesserung seit 2007 immer wieder erheblich verzögert hatte, sind inzwischen mehrere große Hardwarehersteller vom Itanium abgerückt. Zu den großen Herstellern, die – Stand 2009 – Itanium-basierte Lösungen anbieten, zählen laut Itanium Solutions Alliance HP (mit 90 % Marktanteil) sowie in kleinerem Umfang Fujitsu, NEC, Hitachi und SGI. Zudem wird die Leistung der verfügbaren Itanium-CPUs mittlerweile (Stand 2009) zum Beispiel von Intels eigenen nehalem-basierten Xeon-Prozessoren in vielen Punkten erreicht oder gar übertroffen. Gleiches gilt analog auch für die IBM-Power-6-Generation, die schon seit 2009 mit (lieferbaren) Multicore-CPUs und Taktfrequenzen von über 4 GHz aufwartet und ebenfalls seit 2010 durch eine weiter leistungsgesteigerte Power-7-Generation (45 nm, 8 Cores, 4 GHz) erweitert wurde. Auch ist fraglich, ob das Itanium-Projekt für Intel aus finanzieller Sicht überhaupt noch sinnvoll ist.
Red Hat hat bekanntgegeben, dass die Version 6 von Red Hat Enterprise Linux nicht mehr für Itanium umgesetzt werden soll.
Auch Microsoft verabschiedete sich laut Blog der Windows Server Division vom Itanium. Microsoft lässt die reguläre Kunden-Unterstützung für Intels Itanium-Architektur voraussichtlich zum 9. Juli 2013 auslaufen („extended support“ bis 10. Juli 2018). Windows Server 2008 R2, SQL Server 2008 R2 und Visual Studio 2010 sollen die letzten Produkte des Softwareriesen sein, die für Intels Hochverfügbarkeitsprozessor entwickelt wurden. Als Grund wird die Leistungsfähigkeit der aktuellen x64 (AMD64 und Intel 64)-Plattform genannt, die mittlerweile auch den TPC-E-Benchmark (OLTP) mit 3.141,76 Transaktionen pro Sekunde („tpsE“) anführt und somit laut Microsoft ihre Eignung auch für geschäftskritische Bereiche unter Beweis stellt.
Ebenso hat Oracle am 22. März 2011 bekanntgegeben, die Weiterentwicklung von Software für Itanium zu beenden, was jedoch eine Klage von HP nach sich zog, aus der HP letztlich auch als Sieger hervorging. HP war der Ansicht, dass Oracle aufgrund von Verträgen langfristig dazu verpflichtet sei, Itanium zu unterstützen.
Am 12. Mai 2017 wurden die letzten Itanium-Prozessoren von Intel veröffentlicht. Die Itanium 9700 sollen bis 2025 unterstützt werden und stellen lediglich ein Taktupgrade gegenüber den Itanium 9500 dar.
Die Produktion endete im Jahr 2021.
Der Linux-Support wurde im Januar 2024 mit dem Kernel 6.7 eingestellt. Die letzte Version mit Linux-Support ist Linux 6.6 LTS.
Der FreeBSD-Support wurde schon im Oktober 2016 mit dem Release 11 eingestellt, gleichzeitig wurde erstmals RISC-V und ARM64 offiziell unterstützt.

## Modelldaten

### McKinley
- L1-Cache: 16 + 16 KiB (Daten + Instruktionen)
- L2-Cache: 256 KiB
- L3-Cache: 1,5 und 3 MiB mit Prozessortakt
- 128 Bit Bus mit 200 MHz DDR (FSB400)
- Betriebsspannung (VCore):
- Leistungsaufnahme (TDP): 130 W
- Erstes Erscheinungsdatum: 8. Juli 2002
- Fertigungstechnik: 180 nm
- Die-Größe: 421 mm² bei 221 Millionen Transistoren
- Taktraten:
  - 900 MHz mit 1,5 MiB L3-Cache
  - 1.000 MHz mit 3 MiB L3-Cache

### Madison
- L1-Cache: 16 + 16 KiB (Daten + Instruktionen)
- L2-Cache: 256 KiB
- L3-Cache: 1,5 , 3, 4, 6 und 9 MiB mit Prozessortakt
- 128 Bit Bus mit 200 und 333 MHz DDR (FSB400 und FSB667)
- Betriebsspannung (VCore):
- Leistungsaufnahme (TDP): 130 W
- Erstes Erscheinungsdatum: 30. Juni 2003
- Fertigungstechnik: 130 nm
- Die-Größe: 374 mm² bei 221 Millionen Transistoren
- Taktraten:
  - 1,3 GHz mit 3 MiB L3-Cache (30. Juni 2003)
  - 1,4 GHz bei 1,5 MiB L3-Cache (8. September 2003)
  - 1,4 GHz mit 3 MiB L3-Cache (13. April 2004)
  - 1,4 GHz mit 4 MiB L3-Cache (30. Juni 2003)
  - 1,5 GHz mit 6 MiB L3-Cache (30. Juni 2003)
  - 1,6 GHz mit 6 MiB L3-Cache (13. April 2004)
  - 1,6 GHz mit 9 MiB L3-Cache (8. November 2004)

### Deerfield
Deerfield ist eine Low-Voltage-Variante, die auf dem Madison-Kern basiert.
- Revision B1
- L1-Cache: 16 + 16 KiB (Daten + Instruktionen)
- L2-Cache: 256 KiB
- L3-Cache: 1,5 MiB mit Prozessortakt
  - 128 Bit Bus mit 200 und 333 MHz DDR (FSB400 und FSB667)
- Betriebsspannung (VCore):
- Leistungsaufnahme (TDP): 62 W
- Erstes Erscheinungsdatum: 8. September 2003
- Fertigungstechnik: 130 nm
- Die-Größe: 374 mm² bei 221 Millionen Transistoren
- Taktraten:
  - 1,0 GHz und 1,5 MiB L3-Cache

### Hondo

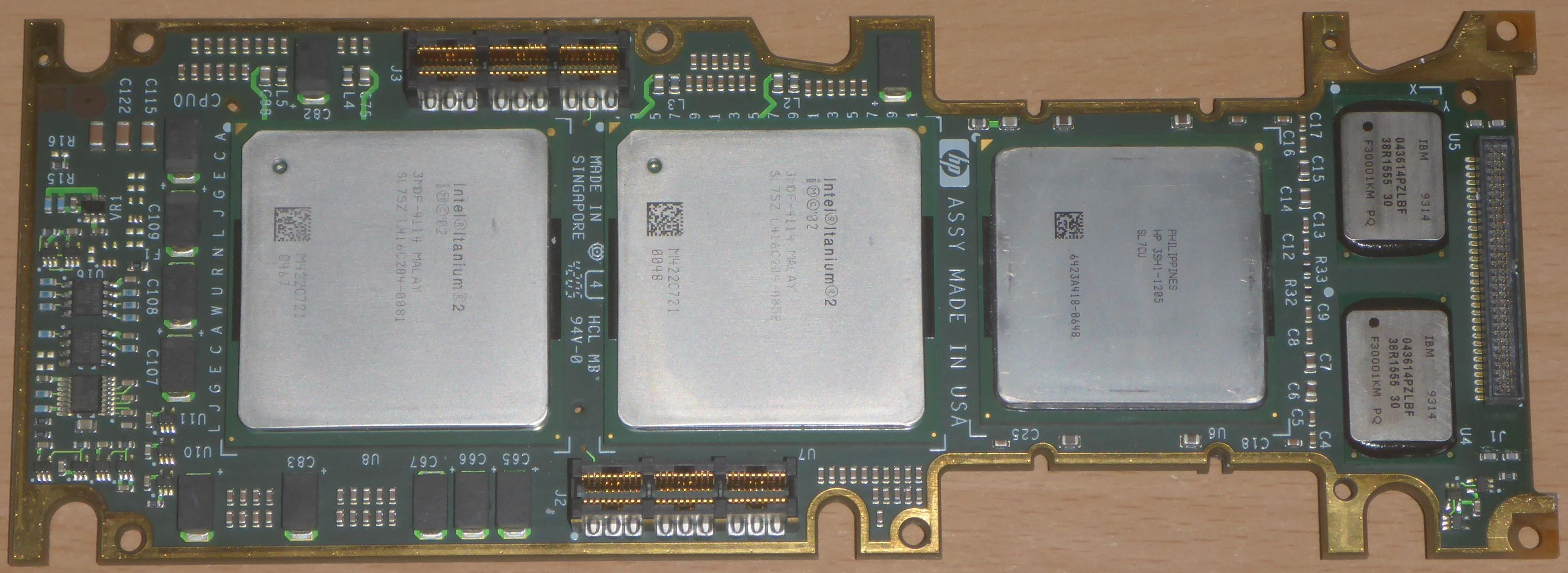
Itanium 2 mx2 (Oberseite)

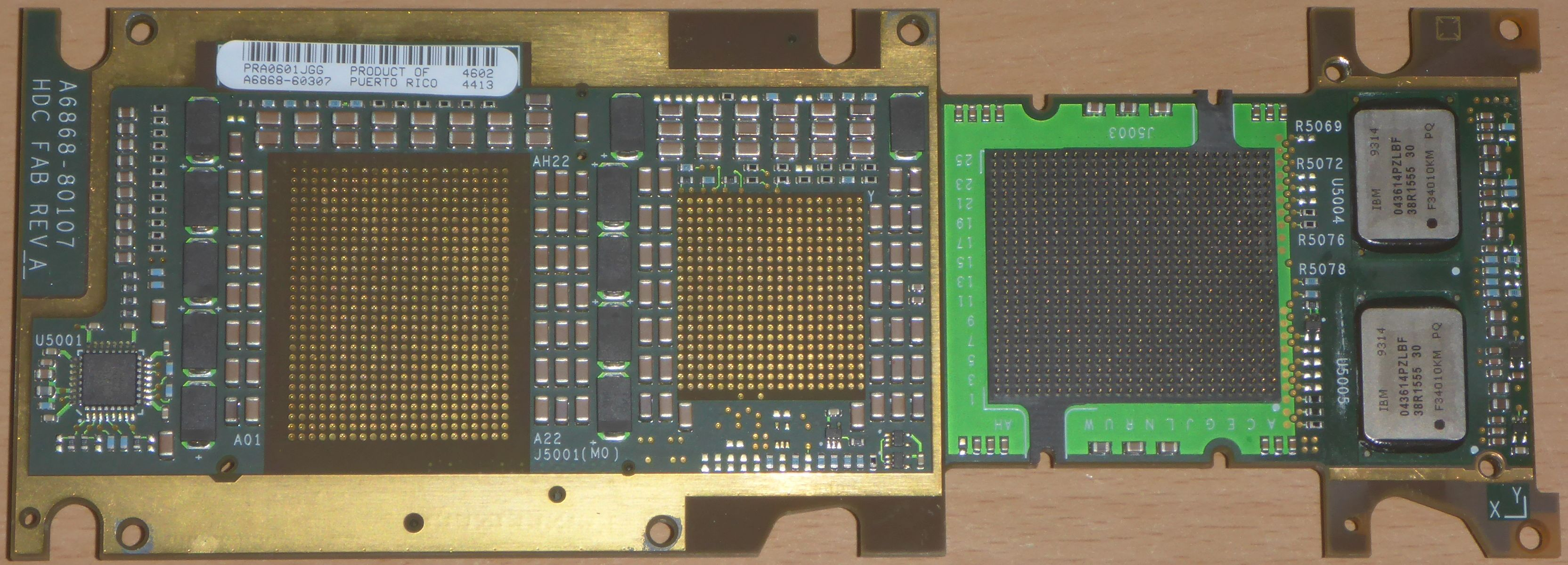
Itanium 2 mx2 (Unterseite)

Einziger, von HP hergestellter Itanium‑2-Prozessor, der auf dem Madison-Kern basiert.
- Itanium 2 mx2
- Doppelkernprozessor (Dual-Core)
- Revision B1[14]
- L1-Cache: Je Kern 16 + 16 KiB (Daten + Instruktionen)
- L2-Cache: Je Kern 256 KiB
- L3-Cache: Je Kern 4 MiB mit Prozessortakt
- L4-Cache: gemeinsam 32 MiB, per FSB angebunden
  - 128 Bit Bus mit 200 MHz DDR (FSB400)
- Betriebsspannung (VCore):
- Leistungsaufnahme (TDP): 62 W
- Erstes Erscheinungsdatum: 2004 (Q1)
- Fertigungstechnik: 130 nm
- Die-Größe: 2×374 mm² bei je 410 Millionen Transistoren
- Taktraten:
  - 1,1 GHz und 4 MiB L3-Cache

### Fanwood
- L1-Cache: 16 + 16 KiB (Daten + Instruktionen)
- L2-Cache: 256 KiB
- L3-Cache: 3 MiB mit Prozessortakt
- 128 Bit Bus mit 200 und 266 MHz DDR (FSB400 und FSB533)
- Betriebsspannung (VCore):
- Leistungsaufnahme (TDP): 130 W
- Erstes Erscheinungsdatum: 8. November 2004
- Fertigungstechnik: 130 nm
- Die-Größe: 374 mm² bei 221 Millionen Transistoren
- Taktraten:
  - 1,6 GHz mit 3 MiB L3-Cache (8. November 2004)
  - 1,3 GHz mit 3 MiB L3-Cache (8. November 2004)

### Montecito (9000er Serie)
Doppelkernprozessor (Dual-Core) (außer Modell 9010)
- L1-Cache: 16 + 16 KiB (Daten + Instruktionen)
- L2-Cache: 256 + 1024 KiB (Daten + Instruktionen)
- L3-Cache: Mit Prozessortakt, Größe siehe Modellnummern
- IVT (außer Modell 9010), SoEMT
- 128 Bit Bus mit 200 und 266 MHz DDR (FSB400 und FSB533)
- Betriebsspannung (VCore):
- Leistungsaufnahme (TDP): 104 W
- Erstes Erscheinungsdatum: 18. Juli 2006
- Fertigungstechnik: 90 nm
- Die-Größe: 596 mm² bei 1.720 Millionen Transistoren[15]
- Taktraten: 1,40 bis 1,60 GHz
- Modellnummern:
  - 9010: 1,60 GHz (6 MiB L3-Cache und nur ein Prozessorkern)
  - 9015: 1,40 GHz (2× 6 MiB L3-Cache)
  - 9020: 1,42 GHz (2× 6 MiB L3-Cache)
  - 9030: 1,60 GHz (2× 4 MiB L3-Cache)
  - 9040: 1,60 GHz (2× 9 MiB L3-Cache)
  - 9050: 1,60 GHz (2× 12 MiB L3-Cache)

### Montvale (9100er Serie)
Doppelkernprozessor (Dual-Core) (außer Modell 9110N)
- L1-Cache: 16 + 16 KiB (Daten + Instruktionen)
- L2-Cache: 2,5 MiB (Daten + Instruktionen)
- L3-Cache: Mit Prozessortakt, Größe siehe Modellnummern
- IVT, SoEMT
- 128 Bit Bus mit 200 und 266 MHz DDR (FSB400, FSB533 und FSB667)
- Betriebsspannung (VCore): ???
- Leistungsaufnahme (TDP): 75 bis 104 W
- Erstes Erscheinungsdatum: November 2007[17]
- Fertigungstechnik: 90 nm
- Die-Größe: 596 mm² bei 1.720 Millionen Transistoren
- Taktraten: 1,42 bis 1,66 GHz
- Modellnummern:
  - 9110N: 1,60 GHz (12 MiB L3-Cache und nur ein Prozessorkern)
  - 9120N: 1,42 GHz (2× 6 MiB L3-Cache)
  - 9130M: 1,66 GHz (2× 4 MiB L3-Cache)
  - 9140N: 1,60 GHz (2× 9 MiB L3-Cache)
  - 9140M: 1,66 GHz (2× 9 MiB L3-Cache)
  - 9150N: 1,60 GHz (2× 12 MiB L3-Cache)
  - 9150M: 1,66 GHz (2× 12 MiB L3-Cache)

### Tukwila (9300er Serie)
Offizielle Vorstellung am 10. Februar 2010
Vierkernprozessor (Quad-Core) (8 Threads)
Doppelkernprozessor (Dual-Core) (nur Modell 9310)
- L1-Cache: 16 + 16 KiB (Daten + Instruktionen) pro Core
- L2-Cache: 256 + 512 KiB (Daten + Instruktionen) pro Core
- L3-Cache: bis 6 MiB pro Core (max. 30 MiB Cache), mit Prozessortakt. Größe siehe Modellnummern
- IVT, SoEMT
- QPI integriert (DDR3 Memory Controller, max. Speicherdurchsatz (Nutzdaten) pro Core 34 GB/s)
- Leistungsaufnahme (TDP): 130 bis 185 W
- Erstes Erscheinungsdatum: 10. Februar 2010[19]
- Fertigungstechnik: 65 nm
- Die-Größe: 699 mm² bei 2,046 Milliarden Transistoren
- Taktraten: 1,33 bis 1,73 GHz (1,86 GHz mit Turbo-Boost)
- Modellnummern:
  - 9310: 1,60 GHz, kein Turbo-Boost, Dual-Core (2× 5 MiB L3-Cache, 130 W TDP)
  - 9320: 1,33 GHz, 1,46 GHz mit Turbo-Boost, Quad-Core (4× 4 MiB L3-Cache, 155 W TDP)
  - 9330: 1,46 GHz, 1,60 GHz mit Turbo-Boost, Quad-Core (4× 5 MiB L3-Cache, 155 W TDP)
  - 9340: 1,60 GHz, 1,73 GHz mit Turbo-Boost, Quad-Core (4× 5 MiB L3-Cache, 185 W TDP)
  - 9350: 1,73 GHz, 1,86 GHz mit Turbo-Boost, Quad-Core (4× 6 MiB L3-Cache, 185 W TDP)

### Poulson (9500er Serie)
- Erscheinungsdatum: 8. November 2012

Im Vergleich zum Vorgänger spricht Intel von bis zu 2,4 mal mehr Leistung bei 40 % mehr Takt und 33 % höherer Speicherbandbreite.
- L1-Cache: 16 + 16 KiB (Daten + Instruktionen) pro Core
- L2-Cache: 256 + 512 KiB (Daten + Instruktionen) pro Core
- L3-Cache: bis 32 MiB mittels Ringbus für alle Kerne, mit Prozessortakt. Größe siehe Modellnummern
- IVT, SoEMT
- QPI integriert (DDR3 Memory Controller, max. Speicherdurchsatz (Nutzdaten) pro Core 45 GB/s)
- Leistungsaufnahme (TDP): 130 bis 170 W
- Fertigungstechnik: 32 nm
- Die-Größe: 544 mm² bei 3,1 Milliarden Transistoren
- Taktraten: 1,73 bis 2,53 GHz
- Modellnummern:
  - 9520: 1,73 GHz, Quad-Core (20 MiB L3-Cache, 130 W TDP)
  - 9540: 2,13 GHz, Octo-Core (24 MiB L3-Cache, 170 W TDP)
  - 9550: 2,40 GHz, Quad-Core (32 MiB L3-Cache, 170 W TDP)
  - 9560: 2,53 GHz, Octo-Core (32 MiB L3-Cache, 170 W TDP)

### Kittson (9700er Serie)
- Erstes Erscheinungsdatum: 11. Mai 2017

Letzte Generation von Itanium Prozessoren mit leicht erhöhtem Takt.
- L1-Cache: 16 + 16 KiB (Daten + Instruktionen) pro Core
- L2-Cache: 256 + 512 KiB (Daten + Instruktionen) pro Core
- L3-Cache: bis 32 MiB mittels Ringbus für alle Kerne, mit Prozessortakt. Größe siehe Modellnummern
- IVT, SoEMT
- QPI integriert (DDR3 Memory Controller, max. Speicherdurchsatz (Nutzdaten) pro Core 45 GB/s)
- Leistungsaufnahme (TDP): 130 bis 170 W
- Fertigungstechnik: 32 nm
- Die-Größe: 544 mm² bei 3,1 Milliarden Transistoren
- Taktraten: 1,73 bis 2,66 GHz
- Modellnummern:
  - 9720: 1,73 GHz, Quad-Core (20 MiB L3-Cache, 130 W TDP)
  - 9740: 2,13 GHz, Octo-Core (24 MiB L3-Cache, 170 W TDP)
  - 9750: 2,53 GHz, Quad-Core (32 MiB L3-Cache, 170 W TDP)
  - 9760: 2,66 GHz, Octo-Core (32 MiB L3-Cache, 170 W TDP)